# Xã Mount Vernon, Quận Cerro Gordo, Iowa
Xã Mount Vernon (tiếng Anh: Mount Vernon Township) là một xã thuộc quận Cerro Gordo, tiểu bang Iowa, Hoa Kỳ. Năm 2010, dân số của xã này là 303 người.